# Hydromanicus
Hydromanicus (лат.) — род ручейников семейства гидропсихиды (Hydropsychidae) подотряда Annulipalpia.

## Описание
Средней величины ручейники, длина тела около 1 см. Многие виды Hydromanicus часто тёмные, с различной степенью коричневой сетчатой или пятнистой окраски на переднем крыле. Они ограничены Ориентальным регионом. Один вид, Hydromanicus feminalis (Martynov), был описан в Восточной Палеарктике (Уссури) и снова собран Яношом Олахом из Северного Вьетнама. Это единственный вид в группе видов Hydromanicus spatulatus, имеющий хорошо развитые щетинковые бородавки, признак, который присутствует также у всех других гидропсихин, за исключением группы видов Hydromanicus verrucosus. Удлиненные преанальные придатки гидропсихид присутствуют у видов этого рода. Этот признак сопровождается и другими признаками: присутствует проэпистернальная щетинистая бородавка; значительное расстояние между поперечными жилками передних крыльев m-cu и cu; поперечная жилка заднего крыла m-cu имеется и хорошо видна. Группа имеет, по-видимому, только один производный признак — открытую медиальную ячейку в заднем крыле. Формула шпор 2-4-4.

## Систематика
Род был впервые выделен в 1865 году на основании типового вида Hydromanicus irroratus Brauer, 1865. В 2008 году образован родовой кластер Hydromanicus, виды которого населяют проточные воды Ориентального региона и северной части Неотропического региона. Кластер Hydromanicus, состоящий из родов Calosopsyche и Hydromanicus, имеет отростчатые преанальные придатки и несколько основных родовых признаков: поперечная жилка переднего крыла m-cu на расстоянии от поперечной жилки cu; поперечная жилка заднего крыла m-cu имеется; формула шпор 244. Открытая медиальная ячейка в заднем крыле, по-видимому, образует производный первичный родовой признак, присутствующий во всех родах. Однако проэпистернальная щетинистая бородавка полностью отсутствует у Calosopsyche и присутствует в группе видов Hydromanicus verrucosus. Валидный статус рода подтверждён в ходе ревизии, проведённой в 2008 году венгерским энтомологом János Oláh (Department of Environmental Management, Tessedik College, Сарваш, Венгрия) с коллегами.
- Hydromanicus abiud
- Hydromanicus aglauros
- Hydromanicus almansor
- Hydromanicus aphareus
- Hydromanicus asor
- Hydromanicus buenningi
- Hydromanicus canaliculatus
- Hydromanicus chattrakan
- Hydromanicus dilatus
- Hydromanicus diomedes
- Hydromanicus dohrni
- Hydromanicus dorianus
- Hydromanicus eleasar
- Hydromanicus eliakim
- Hydromanicus emeiensis
- Hydromanicus fallax
- Hydromanicus feanus
- Hydromanicus fissus
- Hydromanicus flavoguttatus
- Hydromanicus formosus
- Hydromanicus frater
- Hydromanicus fraterculus
- Hydromanicus guangdongensis
- Hydromanicus hermosus
- Hydromanicus inferior
- Hydromanicus intermedius
- Hydromanicus irroratus
- Hydromanicus jacobsoni
- Hydromanicus klapperichi
- Hydromanicus longicornis
- Hydromanicus luctuosus
- Hydromanicus malayanus
- Hydromanicus nieuwenhuisi
- Hydromanicus paucispinus
- Hydromanicus punctosalis
- Hydromanicus scotosius
- Hydromanicus sealthiel
- Hydromanicus sempit
- Hydromanicus serubabel
- Hydromanicus seth
- Hydromanicus seychellensis
- Hydromanicus sitahoanus
- Hydromanicus tabernaemontanus
- Hydromanicus truncatus
- Hydromanicus umbonatus